# Skateboarding ai II World Skate Games
Le competizioni di skateboarding ai II World Skate Games si sono svolte dal 5 al 7 luglio 2019 a Barcellona, in Spagna

## Podi

### Uomini
| Evento      | Oro                     | Argento      | Bronzo                            |
| Vert        | Edourad Damestoy        | Rony Gomes   | Augusto Akio Takahashi Dos Santos |
| Downhill    | Dane Hanna              | Harry Clarke | Óscar Rodríguez                   |
| Street Luge | Alexandre Cerri Machado | Ryan Farmer  | Walter Andre Werbinski Ribeiro    |

### Donne
| Evento   | Oro                  | Argento                  | Bronzo            |
| Vert     | Lyn-Z Adams Pastrana | Ruby Trew                | Lilly Stoephasius |
| Downhill | Emily Pross          | Vitoria Mallmann Pacheco | Begue Lyde        |